# Ill Communication
| Críticas profissionais | Críticas profissionais |
| Avaliações da crítica  | Avaliações da crítica  |
| Fonte                  | Avaliação              |
| ---------------------- | ---------------------- |
| Allmusic               | [ 1 ]                  |
| Robert Christgau       | (A−)                   |
| Entertainment Weekly   | (B)                    |
| NME                    | (8/10)                 |
| RapReviews             | (8.5/10)               |
| Pitchfork Media        | (8.6/10)               |
| Rolling Stone          | [ 7 ]                  |
| Q Magazine             | [ 4 ]                  |

Ill Communication é o quarto álbum de estúdio gravado pela banda Beastie Boys, lançado em 1994.
Foi o segundo álbum a alcançar o número 1 da parada na revista Billboard devido ao sucesso "Sabotage" que foi acompanhado por um vídeo produzido por Spike Jonze que parodiava os seriados policiais dos anos 70. O álbum também seria o segundo a obter a certificação platina tripla pela RIAA.[carece de fontes?]
Ill Communication foi co-produzida pelos Beastie Boys e Mario C. Apresentava contribuições de Money Mark, Eric Bobo e Amery "AWOL" Smith.

## Faixas
1. "Sure Shot" (Beastie Boys/Caldato/DJ Hurricane) – 3:19
2. "Tough Guy" (AWOL/Beastie Boys) –:57
3. "B-Boys Makin' with the Freak Freak" (Beastie Boys) – 3:36
4. "Bobo on the Corner" (Beastie Boys/Bobo/Money Mark) – 1:13
5. "Root Down" (Beastie Boys) – 3:32
6. "Sabotage" (Beastie Boys) – 2:58
7. "Get It Together" (com Q-Tip) (Beastie Boys/Davis) – 4:05
8. "Sabrosa" (Beastie Boys/Bobo/Money Mark) – 3:29
9. "The Update" (Beastie Boys/Caldato/Money Mark) – 3:15
10. "Futterman's Rule" (Beastie Boys/Money Mark) – 3:42
11. "Alright Hear This" (Beastie Boys) – 3:06
12. "Eugene's Lament" (Beastie Boys/Bobo/Gore/Money Mark) – 2:12
13. "Flute Loop" (Beastie Boys/Caldato) – 1:54
14. "Do It" (Beastie Boys/Biz Markie/Caldato/Money Mark) – 3:16
15. "Ricky's Theme" (Beastie Boys/Bobo/Money Mark) – 3:43
16. "Heart Attack Man" (AWOL/Beastie Boys) – 2:14
17. "The Scoop" (Beastie Boys/Caldato) – 3:36
18. "Shambala" (Beastie Boys/Bobo/Money Mark) – 3:40
19. "Bodhisattva Vow" (Beastie Boys/Caldato) – 3:08
20. "Transitions" (Beastie Boys/Money Mark) – 2:31

### Faixas Bônus da edição Japonesa
1. "Dope Little Song" - 1:51
2. "Resolution Time" - 2:49
3. "Mullet Head" - 2:52
4. "The Vibes" - 3:06

## Singles
1. "Sabotage": 28 de Janeiro de 1994
2. "Get It Together": 1994
3. "Sure Shot": 31 de Maio de 1994
4. "Root Down": 1995

## Paradas
Billboard (EUA)

### Álbum
| Ano  | Parada                 | Posição |
| ---- | ---------------------- | ------- |
| 1994 | Billboard 200          | 1       |
| 1994 | Top R&B/Hip-Hop Albums | 2       |

### Singles
| Ano                    | Single            | Parada                             | Posição |
| ---------------------- | ----------------- | ---------------------------------- | ------- |
| 20 de Dezembro de 1993 | "Get It Together" | Hot Dance Music/Maxi-Singles Sales | #5      |
| 14 de Março de 1994    | "Sabotage"        | Modern Rock Tracks                 | #18     |
| 31 de Maio de 1994     | "Sure Shot"       | Hot Dance Music/Maxi-Singles Sales | #48     |
| 6 de Março de 1995     | "Root Down"       | Billboard Hot 100                  | #50     |

## Samples
- "Sure Shot"
  - "UFO" by ESG
  - "Howling for Judy" by Jeremy Steig
- "B-Boys Makin' with the Freak Freak"
  - "Beat Bop" by Rammelzee vs. K. Rob
- "Root Down"
  - "Root Down (And Get It)" by Jimmy Smith
- "Get It Together"
  - "Inside Looking Out" by Grand Funk Railroad
  - "Nothing is the Same" by Grand Funk Railroad
  - "Aquarius/Let the Sunshine In" by Moog Machine
  - "Four Play" by Fred Wesley and the Horny Horns
  - "Headless Heroes" by Eugene McDaniels
- "The Update"
  - "Children of the Earth Flames" by John Klemmer
- "Alright Hear This"
  - "Samba de Amor (Fantasy)" by Yusef Lateef
- "Flute Loop"
  - "Flute Thing" by Blues Project
- "The Scoop"
  - "Atma-Tomorrow" by Michael Urbaniak
  - "Jacob's Ladder" by Cedar Walton, Jr.
  - "Tough" by Kurtis Blow
- "Bodhisattva Vow"
  - "Kissing My Love" by Afrique